# 힌두교 경전의 성립 연대
다음은 힌두교 경전의 시대순 성립 연대 목록이다. 기재된 모든 연대는 대략적인 시간대이다. 성립 연대에 대한 여러 의견이 있는 경우 다른 연대와 함께 병기되어 있다.
- 리그베다(Ṛgveda) 기원전 1700~1100년[1][2]
- 야주르베다(Yajurveda) 기원전 1400~1000년[2]
- 아타르바베다(Atharvaveda) 기원전 1200~1000년[2]
- 사마베다(Sāmaveda) 기원전 1000년[2]
- 브라마나(Brāhmaṇas) 대부분 기원전 900~700년, 후대의 것은 기원전 6세기[3]
- 우파니샤드(Upaniṣads) 기원전 1200~500년[4] 또는 기원전 700~500년[5]
- 라마야나(Rāmāyaṇa) 기원전 5~4세기[6][7]
- 마하바라타(Mahābhārata) 기원전 5~4세기[8][9]
- 마누 법전(Manusmṛti) 기원전 200년~기원후 200년[10][11]
- 바가바드 기타(Bhagavad Gītā) 기원전 100년~기원후 300년[12]
- 푸라나(Purāṇas) 기원후 3~16세기[출처 필요]
- 요가 수트라(Yóga Sūtras), 기원전 100년~기원후 500년[13]
- 요가 바시스타(Yóga Vasistha) 기원후 10~14세기[14]

## 같이 보기
- 상감 문학

## 참고 문헌
- Avari, Burjor (2007). 《India: The Ancient Past》 (영어). London: Routledge. ISBN 978-0-415-35616-9.
- Flood, Gavin (1996). 《An Introduction to Hinduism》 (영어). Cambridge: Cambridge University Press. ISBN 0-521-43878-0.
- Hopkins, Thomas J. (1971). 《The Hindu Religious Tradition》 (영어). Belmont, California: Wadsworth Publishing Company.
- Keay, John (2000). 《India: A History》 (영어). New York: Grove Press. ISBN 0-8021-3797-0.
- Kulke, Hermann; Rothermund, Dietmar (1986). 《A History of India》 (영어). New York: Barnes & Noble. ISBN 0-88029-577-5.